# For Freedom (film 1918)
For Freedom è un film muto del 1918 diretto da Frank Lloyd.

## Trama
Trascurata dal marito Herbert, Edith Osborne passa la notte con Howard Stratton, rivale in affari del marito. Quando Robert Wayne, il fratello di lei, scopre che Stratton usa le lettere d'amore della sorella per ricattarla, progetta di rubarle ma viene sorpreso da Stratton che resta ucciso. Condannato, Robert chiede al comitato per la grazia di poter andare a combattere in Francia a fianco degli alleati nella prima guerra mondiale. Il suo comportamento eroico sui campi di battaglia suscita l'amore di Mary Fenton, nipote del capo della commissione per la libertà condizionale che accetta di sposarlo. Edith confessa intanto tutta la sua storia alle autorità, restituendo l'onore al fratello. La donna, poi, si riconcilia con il marito.

## Produzione
Il film fu prodotto dalla Fox Film Corporation.

## Distribuzione
Distribuito dalla Fox Film Corporation, il film uscì nelle sale cinematografiche USA il 29 dicembre 1918.